# یون جونگ-بین
یون جونگ-بین (انگلیسی: Yoon Jong-bin؛ زادهٔ ۲۰ دسامبر ۱۹۷۹) یک کارگردان، فیلم‌نامه‌نویس و هنرپیشه اهل کره جنوبی است. 
وی کارگردان فیلم‌هایی همچون بیستی بویز بوده است.